# Too Young to Fall in Love
Singles de Mötley Crüe
Looks That Kill Smokin' In The Boys Room
Too Young to Fall in Love est le second single issu de l'album Shout at the Devil du groupe Mötley Crüe sorti en 1984. La chanson s'est classée à la 90e position au Billboard Hot 100.
La chanson est plus tard apparue dans la bande originale du jeu vidéo Grand Theft Auto: Vice City, chanson diffusée sur la radio "V-Rock". Un titre supplémentaire a été publié sur le vinyle 12", Knock'em Dead.

## Liste des titres
| A. | Too Young to Fall in Love (remix) | 3:37 |
| B. | Take Me to the Top                | 3:43 |

## Composition du groupe
- Vince Neil - chants
- Nikki Sixx - basse
- Mick Mars - guitare
- Tommy Lee - batterie